# Семаковка
Семако́вка (укр. Сімаківка) — село на Украине, находится в Емильчинском районе Житомирской области.
Код КОАТУУ — 1821785601. Население по переписи 2001 года составляет 569 человек. Почтовый индекс — 11215. Телефонный код — 4149. Занимает площадь 4,383 км².

## Адрес местного совета
11215, Житомирская область, Емильчинский р-н, с.Семаковка